# Bjursunds säteri
Bjursunds säteri är en herrgård i Loftahammars socken, Västerviks kommun.
Säteriet omfattade tidigare 2 7/8 mantal. Det ägdes på 1300-talet av Bo Jonsson (Grip), på 1600-talet släkterna Oxenstierna och Natt och Dag, drogs 1691 i samband med reduktionen in till kronan, men kom sedan åter i privat ägo, och köptes 1918 av godsägare Erik Beckman.